# Itzhak Perlman
Itzhak Perlman (în ebraică יצחק פרלמן, se citește Ițhak Perlman, n. 31 august 1945, Jaffa, Palestina sub mandat britanic) este un muzician - violonist, dirijor și pedagog evreu, israeliano-american, considerat unul din cei mai remarcabili violoniști contemporani.

## Biografie
Itzhak Perlman s-a născut la Jaffa, în Palestina aflată sub  mandat britanic - din 1948 Statul Israel - ca fiu unic al lui Haim Perlman, originar din Tarnopol, Galiția, proprietarul unei mici spălătorii și, al Șoșanei, evreică născută în Polonia.
In anul 1949, la vârsta de 4 ani s-a îmbolnăvit de poliomielită si nu s-a putut ridica din pat vreme de multe luni de zile. În urma infecției virale el a rămas cu o paralizie a membrelor inferioare. Cu timpul a început să se deplaseze cu ajutorul unor cârje și, în ultimele decenii, să se ajute și de un scuter special pentru handicapați.El cântă la vioară, dirijează și predă numai așezat pe scaun. Referindu-se la parcursul carierei sale muzicale și la lupta sa îndelungată cu invaliditatea, ziaristul și criticul muzical israelian Natan Dunevich menționa că „Perlman a ajuns în vârful piramidei sprijindu-se pe cârje, în pofida unor ziduri de scepticism”.
Cu un deosebit talent precoce, a început să învețe vioara vreme de opt ani, de la vârsta de 5 ani, la „Academia de muzică Șulamit” din Tel Aviv, cu profesoara Rivka Goldgart, discipolă a școlii de vioară din Petersburg, În paralel a urmat școala elementară Hakalir, care se afla aproape de locuința părinților.
De la 9 ani Ițhak a cântat în cadrul unor orchestre, iar la 10 ani a dat prima sa performanță ca solist 
 cu orchestra Radiodifuziunii Israeliene. A fost remarcat de renumitul violonist virtuoz Isaac Stern care a recomandat familiei să-l trimită la studii muzicale în SUA. În 1958, la vârsta de 13 ani, au avut mare răsunet două apariții ale sale în emisiuni televizate ale lui Ed Sullivan (Ed Sullivan Show și Caravana stelelor). În acelaș an familia a hotărât să i se dedice carierei lui Ițhak și să rămână cu el la New York, unde acesta primise o bursă pentru a-și putea continua studiile la prestigioasa școală de muzică Julliard. Acolo a devenit elevul renumitului profesor de vioară Ivan Galamian și al asistentei acestuia, faimoasa Dorothy DeLay. La New York familia Perlman ducea un nivel de trai strâmtorat și, de aceea, uneori Ițhak a cântat la ocazii și prin hoteluri pentru a se întreține. Profesoara lui, Dorothy DeLay, i s-a dedicat ca o mamă, l-a ajutat să se adapteze la noua țară, deși nu stăpânea bine limba engleză, ba chiar l-a învățat să conducă automobilul, s-a ocupat personal și de lărgirea orizontului său cultural, mai ales în domeniul artelor plastice.
La 18 ani,în 1963, Perlman a debutat la Carnegie Hall cu „concertul în fa diez minor de Henryk Wieniawski”. Un an mai târziu, în  1964 a câștigat concursul Leventritt - unul din premiile acestui concurs a fost dreptul de cânta ca solist cu Filarmonica din New York, sub conducerea lui Leonard Bernstein.

### Activitatea ca violonist

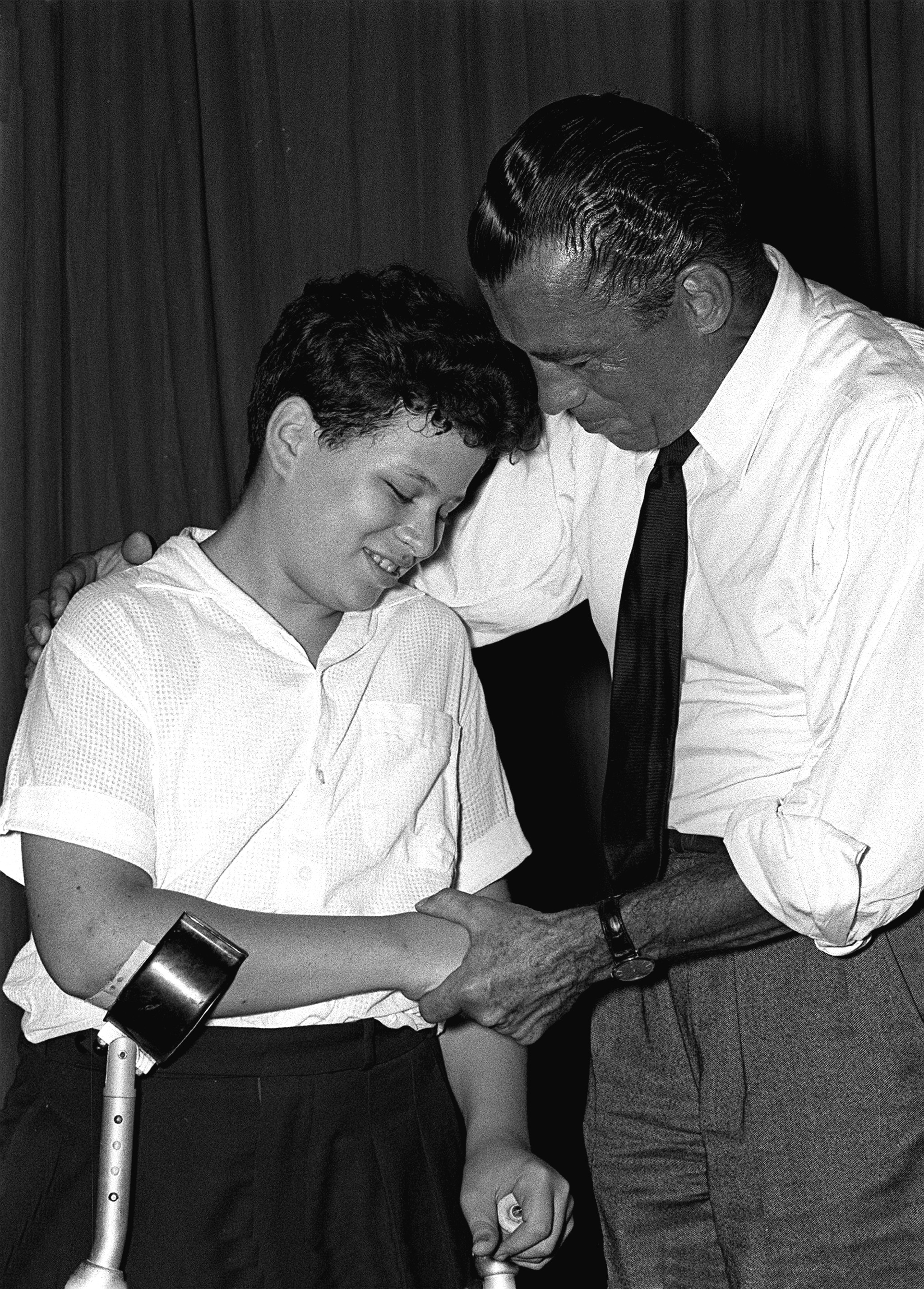
Ițhac Perlman la 13 ani, felicitat de Ed. Sullivan după un concert la Tel Aviv

Cu încurajarea lui Isaac Stern și concursul unor impresari ca faimosul Sol Hurok, a urmat o lungă carieră de solist violonist, cu nenumărate turnee de concerte de mare succes în SUA, Europa (debutând la Londra în 1967 și la Wiener Festwochen în 1968), Asia și Israel (din 1965), America Latină și Australia, circa o sută de concerte pe an.
A început să înregistreze discuri cu compania RCA, apoi cu EMI, Sony, Teldec și altele. Primul său disc, în 1964, a inclus concertul pentru vioară de Ceaikovski sub bagheta lui Alfred Wallenstein. În continuare, el a înregistrat concerte pentru vioară de Beethoven, Brahms, Sibelius, Mendelssohn, Alban Berg, Prokofiev, trioul cu pian de Ceaikovski, sonatina de Dvořak, sonate și partite de Bach, cele 24 capricii lui Paganini, versiunea sa pentru acestea din urmă fiind din cele mai populare. Admirator al artei lui Yasha Hefetz, pe care îl consideră cel mai mare violonist din toate timpurile, Perlman a ținut să acorde atenție, asemănător acestuia și lui Gedeon Kremer și, repertoriului mai puțin cunoscut (muzicii lui Erich Korngold, Karl Goldmark, William Walton, Henri Vieuxtemps, Christian Sinding) precum și micilor piese de virtuozitate în care au excelat Hefetz și maeștrii viorii de la începutul secolului al XX-lea.
A participat mulți ani la Festivalul de muzică de la Aspen, Colorado.
În anii 1980 și la începutul anilor 1990 a apărut ca solist în zilele de marți și joi seara cu Filarmonica din Los Angeles, iar în stagiunea de vară la amfiteatrul Hollywood Bowl a dat recitalele de miercuri în cadrului programului „Virtuoso Series”.
În 1987 s-a asociat turneului de concerte al Filarmonicii Israeliene din Tel Aviv, sub bagheta lui Zubin Mehta, în Europa de Est, la Varșovia și Budapesta. S-a alăturat din nou acesteia în primăvara anului 1990 când orchestra israeliană s-a deplasat prima dată în Rusia și Letonia, susținând concerte la Moscova, Petersburg și Riga, apoi în anul 1994 în China și India.
Perlman a interpretat ca solist muzica la mai multe filme artistice - de pilda muzica compusă și adaptată de John Williams la Lista lui Schindler (1993) și care a fost premiată cu premiul Oscar, și recent, în compania violoncelistului Yo-Yo Ma, muzica tot a lui John Williams la filmul „Amintirile unei gheișe” (2005).
Perlman a cântat împreună cu numeroși alți muzicieni, între care Yo-Yo Ma, Jessye Norman, Isaac Stern, Iuri Temirkanov (de pildă, la festivitățile aniversării în decembrie 1990 în Rusia a 150 ani de la nașterea lui Ceaikovski), Frederika von Stade, Rudolf Firkušny, John Williams, Daniel Barenboim, Pinchas Zukerman, Eugene Ormandy, James Levine, Martha Argerich,etc. În anul 2009, cu ocazia aniversarii a 200 ani de la nașterea lui Felix Mendelssohn Bartholdy, împreună cu violoncelistul Yo Yo Ma și cu pianistul Emanuel Ax a înregistrat și a interpretat în concerte publice triourile acestui compozitor.
În afară de muzica cultă, Perlman a interpretat și a înregistrat și muzică de jazz (de exemplu albumul împreună cu pianistul Oscar Peterson Side by Side: Itzhak Perlman & Oscar Peterson, 1994, sau albumul cu piese de Scott Joplin realizat cu pianistul și dirijorul André Previn). Totodata a realizat discuri și emisiuni consacrate muzicii tradiționale "Klezmer" caracteristice evreilor așkenazi care au trăit în estul Europei (discul Tradition:Itzhak Perlman plays popular Jewish melodies
1987) colaborând în acest scop cu diverse formații de muzică klezmer din Rusia, Ucraina și SUA, ca de pildă Klezmer Conservatory Band din Boston, precum și cu Filarmonica Israeliană din Tel Aviv: Itzhak Perlman in the Fiddler's House (In casa lăutarului) 1995 în cadrul serialului "Great Performances" - Mari interpretări - al canalului PBS, Itzhak Perlman Live in the Fiddler's House, 1996; A Jewish Violin — The Best of Klezmer and Traditional Jewish Music, 2007);
Începând din anii 1970 a participat și la unele programe de televiziune, ca varietățile de seară „The Tonight Show ” ale lui Johnny Carson și ediția americană a emisiunii pentru copii „Sesame Street” și, de asemenea a cântat de mai multe ori la Casa Albă.
În 1994 Perlman a prezentat pe canalul de televizune PBS o emisiune denumită Three Tenors, Encore! (Trei tenori, Bis!), consacrate măiestriei vocale a lui Luciano Pavarotti, Plácido Domingo și José Carreras.
Între evenimentele însemnate la care i s-a cerut să apară că solist se pot menționa dineul oficial în cinstea reginei Marii Britanii, Elisabeta a II-a, care s-a desfășurat la 7 mai 2007 în camera de răsărit a Casei Albe și de asemenea, ceremonia publică de instalare a președintelui SUA, Barack Obama la 20 ianuarie 2009, dar la care ,din cauza gerului, a trebuit împreună cu ceilalți instrumentiști invitați, violoncelistul Yo-Yo Ma, pianista Gabriela Montero și clarinetistul Anthony McGill, să înregistreze dinainte și să execute în playback lucrarea lui John Williams „Arie și daruri simple”.

### Viorile lui Perlman
La începutul carierei sale Perlman a cântat la o vioară făurită de Carlo Bergonzi și care fusese in trecut proprietatea lui Fritz Kreisler. Apoi a folosit și un Stradivari Sinsheimer sau "General Kid" din 1714, pe care l-a vândut.
Perlman cântă din 1986 la o vioară renumită Soil construită de Antonio Stradivari în 1714 și care i-a aparținut lui Yehudi Menuhin. De asemenea posedă o vioară "Sauret" Guarnieri del Gesú din c.1743 pe care a achiziționat-o în ultimii ani.

### Calități vocale
Perlman are și o voce bună de bas și a participat odată în 1981 în calitate de cântăreț la înregistrarea operei Tosca de Puccini, sub direcția lui James Levine, în rolul gardianului, alături de Placido Domingo și Renata Scotto care au cântat în rolurile principale.

### Activitatea pedagogică
Itzhak Perlman a investit multă energie și timp în cariera pedagogică, a dat cursuri particulare și magistrale de vioară și muzică de cameră. Din anul 1975 Perlman a făcut vreme de douăzeci de ani parte din corpul didactic activ al Conservatorului de muzică de la Brooklyn College. 
Din 2003 a devenit succesorul lui Dorothy DeLay, care decedase, ca titular al catedrei Dorothy Richard Starling de studii de vioară de la Școala Julliard din New York. 
În 1995 soții Ițhak și Toby Perlman au creat Programul de Muzică Perlman în orașul Shelter Island, NY, care oferă un curs de vară de perfecționare în muzica de cameră tinerilor interpreți la instrumente de coarde. Între elevii săi se numără Ilya Gringoltz, Giora Schmidt, Minji Cho ,David Garrett, Stephane Trang-Goc, Sung-Duc, Elissa Cassini și violoniști români ca Remus Azoiței.

## Cariera de dirijor
Din anii 1990 Perlman a consacrat tot mai mult loc artei dirijatului.
Concertele pe care le-a dirijat la pupitrul Orchestrei Simfonice din Boston cu ocazia Festivalului Tanglewood in anul 2000 au inclus interpretări laudate de critici ale simfoniei a 29-a de Mozart și simfoniei a 4 -a de Brahms.
În ultimii ani Itzhak Perlman este principalul dirijor oaspete al Orchestrei Simfonice din Detroit. De asemenea, între anii 2002-2004 a fost consilier muzical al Orchestrei Simfonice din Saint Louis.
In noiembrie 2007 a fost numit director artistic și prim-dirijor al Filarmonicii din Westchester. Concertul inaugural în aceasta calitate l-a susținut la 11 octombrie 2008 cu un program din lucrările lui Beethoven, inclusiv Concertul imperial în execuția pianistului Leon Fleisher.
Itzhak Perlman locuiește în Manhattan, la New York. Pe soția sa Toby, născută Friedländer, violonistă și ea, a cunoscut-o în timp ce au studiat la Scoala Julliard. S-au căsătorit în anul 1966, când el avea vârsta de 21 ani. Cuplul are cinci copii - 4 fete și un băiat: Noah, Nava - care are o cariera muzicală ca pianistă (inclusiv în formație de trio împreună cu violonistul Giora Schmidt și cu violoncelistul Zuill Bailey), Leora, Rami (membru al formației rock Something for Rockets) și Ariella.
Ițhak Perlman a luptat din tinerețe pentru asigurarea accesului la instituțiile publice, sălile de spectacole și mijloacele de transport pentru toate persoanele handicapate.

## Premii și distincții
- Concursul Leventritt (Leventritt Memorial Award) - învingător 1964

15 premii Grammy:
- Premii Grammy pentru cea mai bună interpretare în muzica de cameră
  - împreună cu Vladimir Ashkenazy pentru Beethoven: Sonate pentru vioară și pian 1979
  - împreună cu Pinchas Zukerman pentru Muzică pentru doua viori: Moritz Moszkowski: Suită pentru două viori, Dmitri Șostakovici: Duete, Prokofiev: Sonata pentru două viori 1981
  - împreună cu Vladimir Ashkenazy și Lynn Harrell pentru Ceaikovski: trioul cu pian în la minor op.50 - 1982.
  - împreună cu Vladimir Ashkenazy și Lynn Harrell pentru Beethoven: pentru integrala triourilor cu pian - 1988
  - împreună cu Daniel Barenboim pentru Brahms: Trei sonate pentru vioară și pian - 1991
- Premiul Grammy pentru cea mai bună interpretare ca solist instrumental, cu o orchestră
- Premiul Grammy pentru cea mai bună interpretare ca solist instrumental, fără orchestră
- Premiul Grammy pentru cel mai bun album de muzica cultă (muzică clasică)
- Premiul Grammy pentru cel mai bun album clasic, din punct de vedere al tehnicii acustice
- Premiul Grammy pentru întreaga sa activitate de o viață - 2008

3 Premii Emmy:
- pentru un film TV despre turneul său în Rusia ("Perlman in Russia") 1992
- pentru emisiunea TV "În casa violonistului" (1996)
- pentru un film TV "Fiddling for the Future" (1998) consacrat Cursurilor din cadrul Programului Muzical de Vară Perlman (1999)
- Medalia de aur a Societății Regale Filarmonice din Londra - 1996
- Kennedy center Honors - 2003
- Medalia Libertății (Medal of Liberty) - acordată de președintele Ronald Reagan în 1986
- Medalia Națională pentru Arte a SUA - acordată de președintele Bill Clinton în anul 2000
- doctor honoris causa al universităților Harvard, Yale, Brandeis, Roosevelt, Yeshiva University din New York și al Universității Ebraice din Ierusalim.

## Discografie selectivă
.
- J.S.Bach - Concertul pentru vioară nr.2 în mi minor, concertul în sol minor, concertul dublu pentru două viori și orchestră - cu Pinchas Zuckerman și sub bagheta lui Daniel Barenboim. EMI
- J.S.Bach - Sonate și partite pentru vioară solo + înregistrări din 1986-1987 EMI
- J.S.Bach - Arii pentru soprană și vioară - cu soprana Kathleen Battle

Deutsche Grammophon 
- Béla Bartók -Concert pentru vioară nr,2,cu Orchestra Simfonică din Londra Julius Konus- concert pentru vioară, cu Orchestra Simfonică din Pittsburg,dirijor: André Previn, Sinding - Suită, EMI
- Beethoven - Concert pentru vioară (în 1986), Romanțe pentru vioară - cu Filarmonica din Berlin sub bagheta lui Barenboim

(Concertul există și separat - cu orchestra Philharmonia din Londra dirijată de Carlo Maria Giulini, 1980) EMI
- Beethoven - Concertul triplu pentru vioară, violoncel și pian; Fantezia corală - cu Daniel Barenboim la pian și la conducerea Filarmonicii din Berlin, Yo-Yo-Ma la violoncel, în februarie 1995.

EMI
- Beethoven - Integrala sonatelor pentru vioară și pian - cu pianistul Vladimir Ashkenazi, 1972-1973 Dekka.
- Beethoven - Sonata pentru vioară și pian nr. 9 („Kreutzer”), César Franck- Sonata pentru vioară și pian în la major - cu pianista Martha Argerich - 1999 - în concert, EMI
- Beethoven - Triouri cu pian - cu Vladimir Ashkenazi și Lynn Harell

(6 triouri standard și unul adaptat după cel pentru clarinet, variațiuni Kakadou, părți de trio, și cel dintâi trio compus de Beethoven, din patrimoniul compozitorului ) EMI
- Alban Berg - concert pentru vioară, Stravinski - concert pentru vioară,

cu Orchestra Simfonică Boston condusă de Seiji Ozawa,Ravel -Tzigane, cu Filarmonica din New York, dirijată de Zubin Mehta - din 1987
- Brahms - 4 triouri cu pian , cu Ashkenazi și Harell, EMI
- Max Bruch - Concert pentru vioară nr 1 , Mendelssohn - Concert pentru vioară / cu Orchestra Simfonică din Londra, sub bagheta lui André Previn EMI
- Bruch - Concert pentru vioară nr.2, Fantezie scoțiană op.46 - cu Filarmonica Israeliană, dirijată de Zubin Mehta, EMI
- Ceaikovski - Concert pentru vioară, cu Filarmonica israeliană condusă de Zubin Mehta, culegere de „encores ” (acompaniat de pianista Janet Goodman-Guggenheim) - incl Trilul diavolului de Tartini, Liebeslied de Kreisler, marș din „Dragostea celor trei portocale” de Prokofiev, Nigun de Ernest Bloch, capriciu în la minor de Wieniawski, Andante cantabile de Ceaikovski,La ronde des lutins (Dansul spiridușilor) de Antonio Bazzini, din turneul în Rusia din primăvara 1990 , EMI
- Franck - sonata în La major pentru vioară și pian , cu Vladimir Ashkenazi, Brahms - Trio cu corn in mi bemol major, împreuna cu cornistul Barry Tuckwell, înregistrat în octombrie 1968

disc Decca,. Classical Sound, foarte recomandat
- Aleksandr Glazunov - Concert pentru vioară, Șostakovici - Concert pentru vioară nr.1 - cu Filarmonica israeliană , dirijată de Zubin Mehta, EMI
- Karl Goldmark - Concert pentru vioară, Erich Wolfgang Korngold - Concert pentru vioară - cu Orchestra Simfonică din Pittsburg condusa de André Previn, EMI
- Aram Haciaturian - Concert pentru vioară în re minor, Ceaikovski -Glazunov - Les Méditations op 42 nr 1, cu Filarmonica israeliană, sub bagheta lui Mehta înreg. 1983, EMI
- Edouard Lalo - Simfonia spaniolă, Saint-Saëns - Concert pentru vioara nr,3 , Berlioz - Reverie et Caprice, Deutsche Grammophon
- Mozart - 5 concerte pentru vioară și orchestră, cu Filarmonica din Viena, sub bagheta lui James Levine, Deutsche Grammophon
- Mozart - concert pentru vioară nr.3, Simfonia nr.41 „Jupiter”, Adagio și fugă, cu Filarmonica din Berlin sub direcția sa, martie 2002, EMI
- Mozart - Simfonia concertantă pentru vioară, viola și orchestră,

K 364, Concertone in do major K 190, cu Pinhas Zuckerman, și Filarmonica israeliană dirijată de Zubin Mehta, în Saptamâna Huberman la Tel Aviv, Deutsche Grammophon 
- Mozart - Sonate pentru vioară și pian nr 17 - 28 , Sonatina în Fa major K547, cu Daniel Barenboim la pian, Deutsche Grammophon
- Mozart - Două duo pentru vioară și violă, Jean Marie Leclair Sonata în Fa major pentru două viori op 3/4

cu Pinchas Zuckerman, ARC
- Mendelssohn - Concert pentru vioară, Prokofiev - Concert pentru vioară nr.3 în sol minor, cu Orchestra Simfonică din Chicago, dirijată de Daniel Barenboim, înregistrare din mai 1993, Arato.
- Paganini - Concert pentru vioara nr.1, Sarasate - Fantezia Carmen - primul disc al lui Perlman, din 1971 EMI
- Paganini - 24 capricii - în seria „Marile Înregistrări ale Secolului”

EMI
- Prokofiev - Concertele pentru vioară și orchestră nr.1 și 2, Stravinski - Concert pentru vioară, cu Orchestra Simfonică din Chicago,dirijată de Barenboim, disc Teledec
- Prokofiev - „Petrică și lupul”, cu Filarmonica israeliană dirijată de Mehta, Saint-Saëns -„Carnavalul animalelor” cu pianistele Katia și Marielle Labèque

disc israelian NMC pentru copii, cu Perlman drept crainic în ebraică, există și versiune în engleză. - disc Angel 
- Ravel - Trio cu pian, Debussy cu Vladimir Ashkenazi și Lynn Harrel, -Sonata pentru vioară și pian, Debussy - Sonata pentru violoncel și pian ,Decca.
- Pablo de Sarasate- Melodii țigane , Fantezia Carmen, Fritz Kreisler - Patru melodii renumite, Ceaikovski - Serenada melancolică, Ravel - Tzigane EMI
- Schubert - Triouri cu pian - înregistrate în Elveția cu Vladimir Ashkenazi și Lynn Harrel.Decca
- Sibelius - Concert pentru vioară, cu Orchestra Simfonică Pittsburg dirijată de Previn, Ceaikovski - Concert pentru vioară,

cu Orchestra Simfonică Philadelphia, dirijată de Eugene Ormandy EMI
- Stravinski - Divertimento , Suita italiană, Duo concertant

la vioara Perlman, la pian Bruno Canino.EMI
- Stravinski - Concert pentru vioară și orchestră, vezi împreună cu concertul de Alban Berg
- Vieuxtemps - Concertele pentru vioară nr.4 și 5, Ravel - „Tzigane”, Saint-Saëns-„Havanaise” cu Orchestra Simfonică din Paris dirijată de Barenboim, EMI
- Antonio Vivaldi - „Cele Patru Anotimpuri ”și alte trei concerte pentru vioară, cu Filarmonica din Londra, și sub direcția sa, EMI
- Wieniawski - Concertele nr. 1 și 2 pentru vioară, Capriciu în la minor în prelucrarea lui Kreisler, Mazurcă, Poloneze și Scherzo-Tarantelă cu Orchestra Simfonică din Londra dirijată de Seijo Ozawa 1973, EMI
- Cinema Serenade - muzică din filme, cu Orchestra Simfonică din Pittsburgh, dirijată de John Williams, 13 melodii,
- Tradiție - 1987, melodii populare evreiești, prelucrate de compozitorul israelian originar din România, Dov Seltzer, cu Filarmonica israeliană sub direcția lui Perlman însuși
- În casa violonistului (titlul provine dintr-o carte a scriitorului idiș Itzhok Leib Peretz, Peripețiile unui nigun, înregistrări cu formații klezmer din SUA, EMI
- Kley Zemer 2 conținând 18 melodii de muzică klezmer, înregistrate la Radio City Music Hall din New York, EMI

.